# Dillingham
Dillingham es una ciudad situada en el área censal de Dillingham, Alaska  (Estados Unidos). Según el censo de 2010 tenía una población de 2329 habitantes.

## Demografía
Según el censo de 2010, Dillingham tenía una población en la que el 30,7% eran blancos, 0,4% afroamericanos, 55,9% amerindios, 1,3% asiáticos, 0,2% isleños del Pacífico, el 0,4% de otras razas, y el 11,2% pertenecían a dos o más razas. Del total de la población el 2,9% eran hispanos o latinos de cualquier raza.

## Localidades adyacentes
El siguiente diagrama muestra a las localidades más próximas a Dillingham.